# Sonia Olla
Sonia Olla es una bailaora y coreógrafa española de flamenco. Tras formarse con figuras de la escena como Manolo Marín y Merche Esmeralda, integró las compañías de Rafael Amargo, María Pagés, Aída Gómez, Eva Yerbabuena y Antonio Canales. Junto con su pareja sentimental, el cantaor Ismael Fernández, formó el dúo Los Ricos, con el que ha realizado presentaciones en recintos como el Carnegie Hall, el Joe's Pub, The Metropolitan Opera House y el Centro John F. Kennedy para las Artes Escénicas, entre otros.
Como coreógrafa, registra colaboraciones con Madonna en su gira Rebel Heart Tour, con Ricky Martin en su residencia All In y con las compañías de danza Yjastros y Joffrey Ballet. También se ha desempeñado como docente de flamenco en diferentes instituciones y administra su propia marca de prendas de vestir inspirada en la cultura flamenca.

## Primeros años y estudios
Hija de granadinos, Olla nació en San Andrés de la Barca, una localidad cercana a Barcelona con presencia de inmigrantes del sur que conservaban las tradiciones flamencas. Interesada en seguir una carrera como bailaora y coreógrafa, se trasladó a la ciudad de Madrid y se inscribió en la escuela de flamenco José de la Vega, donde tomó clases de artistas renombrados del género como Merche Esmeralda, Manolo Marín y Antonio Canales.
Durante la década de 1990 continuó recibiendo formación en la academia de baile de Manolo Marín en Sevilla y en la escuela Amor de Dios en Madrid. En 1999 obtuvo una licenciatura en Danza Española y Flamenco del Instituto del Teatro y la Danza en Barcelona.

## Carrera

### Como bailaora y coreógrafa
A comienzos de la década de 2000 se vinculó profesionalmente con la Compañía Rafael Amargo como bailaora, debutando en el espectáculo Amargo en el Teatro Bellas Artes de Madrid. En esta misma época participó en shows de flamenco como Ahora me voy con mi Mare (con la compañía de flamenco de Domingo Ortega, 2001), La tirana (con la compañía flamenca María Pagés, 2002), Torero (con la compañía de danza de Antonio Canales, 2003) y Salomé (con el ballet flamenco de Aída Gómez, 2003).
Durante la segunda mitad de la década de 2000 realizó giras y presentaciones con las compañías de Eva Yerbabuena (Cinco mujeres cinco), Antonio Canales (Minotauro y Torero) y María Pagés (Canciones antes de una guerra, Sevilla, Cardamomo y Autorretrato). A finales de la década decidió trasladarse a los Estados Unidos junto con su pareja sentimental, el cantaor sevillano Ismael Fernández, con el fin de internacionalizar su carrera. De esta manera nació la pareja artística conocida como Los Ricos. Al llegar a territorio norteamericano, impartieron clases magistrales en reconocidos estudios de danza de Nueva York y establecieron su propio estudio en Manhattan para desarrollar proyectos relacionados con el flamenco.
Alternando entre Estados Unidos y España, Olla inició su carrera en solitario en 2011 con el espectáculo Entretiempo, en el que se desempeñó como bailaora, directora y coreógrafa. De acuerdo con la cadena RTVE, la obra «es un homenaje a la moda y las pasarelas», ya que el vestuario fue creado por el reconocido diseñador Modesto Lomba. Acto seguido, estrenó un nuevo espectáculo llamado Pellizcos de Entretiempo, donde presentaba extractos de la obra original adaptados para escenarios más íntimos. De regreso en Nueva York, a finales de 2013 compartió escenario con Rosario Montoya «La Farruca» y Alejandro Granados en el espectáculo Tres Capitales. Un mes después actuó como artista invitada en el estreno de la obra Mi voz en tu palabra de la cantaora Esperanza Fernández Vargas en el Teatro Fernán Gómez de Madrid.
En 2014 presentó la obra Tiempo al aire en Joe's Pub, combinando elementos de flamenco y jazz. A esta obra le siguió Al son son Flamenco, presentada en el Centro de Artes Escénicas del barrio de Tribeca. Luego de una larga audición en diferentes ciudades, Olla fue seleccionada en el grupo de coreógrafos para la gira Rebel Heart Tour de Madonna, la cual tuvo lugar en 2015 y 2016. Se presentó además en la fiesta de cumpleaños de la cantante en The Hamptons y participó en un encuentro artístico el Día de Acción de Gracias en Barcelona con la artista estadounidense.
En 2015 fue reconocida por el diario The New York Times por su desempeño en la obra Por los caminos, presentada en el Fourteen Street Theater de Nueva York. De acuerdo con el periodista Brian Seibert, Olla «fue una caldera de sensualidad terrenal. Su juego de pies era muy resonante, y el abrir y cerrar de su abanico, muy percusivo. Aunque tenía el ceño fruncido, era muy convincente en sus coquetas expresiones de juego y alegría». En 2016 apareció en el Carnegie Hall en colaboración con Will Calhoun y el grupo de tango Rascasuelos, y presentó la obra El Tablao Sevilla en eventos como el Festival de Flamenco de Chicago o el Festival Ay! Más Flamenco.
En el 2017 organizó la coreografía de flamenco para la canción «Lola, Lola» de Ricky Martin durante la residencia All In, llevada a cabo en el Park MGM de Las Vegas. El mismo año realizó una gira por territorios asiáticos como Singapur, Taiwán y Hong Kong en el marco de la obra Gypsy Jazz Flamenco y participó del Festival de Flamenco de Nueva York presentando el álbum Trato.
En 2019 estrenó las piezas originales Ella y Gloria, esta última en la Academia Nacional de Artes Escénicas de Trinidad y Tobago. Como parte de Los Ricos, cerró la década con presentaciones en eventos como el Festival de Flamenco de Edmonton y el Festival Internacional de Danza de La Habana.
En la década de 2020 ha registrado diversas colaboraciones con Ismael Fernández, entre las que destacan Entwined: Love's Magician (2023, Washington D. C.), Ainadamar (2024, The Metropolitan Opera House de Nueva York) y Tres Aguas (2025, Jazz en el Lincoln Center, Nueva York).

### Como docente y empresaria
Olla inició su labor como docente de danza flamenca a mediados de la década de 1990 en instituciones como la escuela José de la Vega, la fundación Casa Patas y el Centro Superior de Danza de Valencia. En 2014 fue elegida como artista residente en el programa de danza de la Universidad de Nuevo México.  Entre 2018 y 2019 formó parte de la residencia CUNY Dance Iniciative de la Universidad Municipal de Nueva York.
En la actualidad administra junto con su pareja el espacio creativo The House of Flamenco, que además es la sede oficial de la Escuela de Flamenco de Andalucía. Desde allí orienta a la comunidad flamenca y al público en general sobre esta tradición artística. También maneja su propia marca de prendas de vestir By Sonia Olla, inspirada en la cultura flamenca.